# Emma Julia Hohenemser
Emma Julia Hohenemser (Mannheim, 12 dicembre 1835 – Roma, 29 dicembre 1900) è stata una pedagoga tedesca naturalizzata italiana.

## Biografia
Operò in gioventù in Germania come promotrice delle istituzioni educative e formative ispirate alla pedagogia di Friedrich Fröbel della cui nipote Henriette Schrader-Breymann fu collaboratrice e amica.  Nel 1866, andata sposa al marchese mantovano e patriota Carlo Guerrieri Gonzaga, trasferì il suo impegno in Italia.

## In Germania

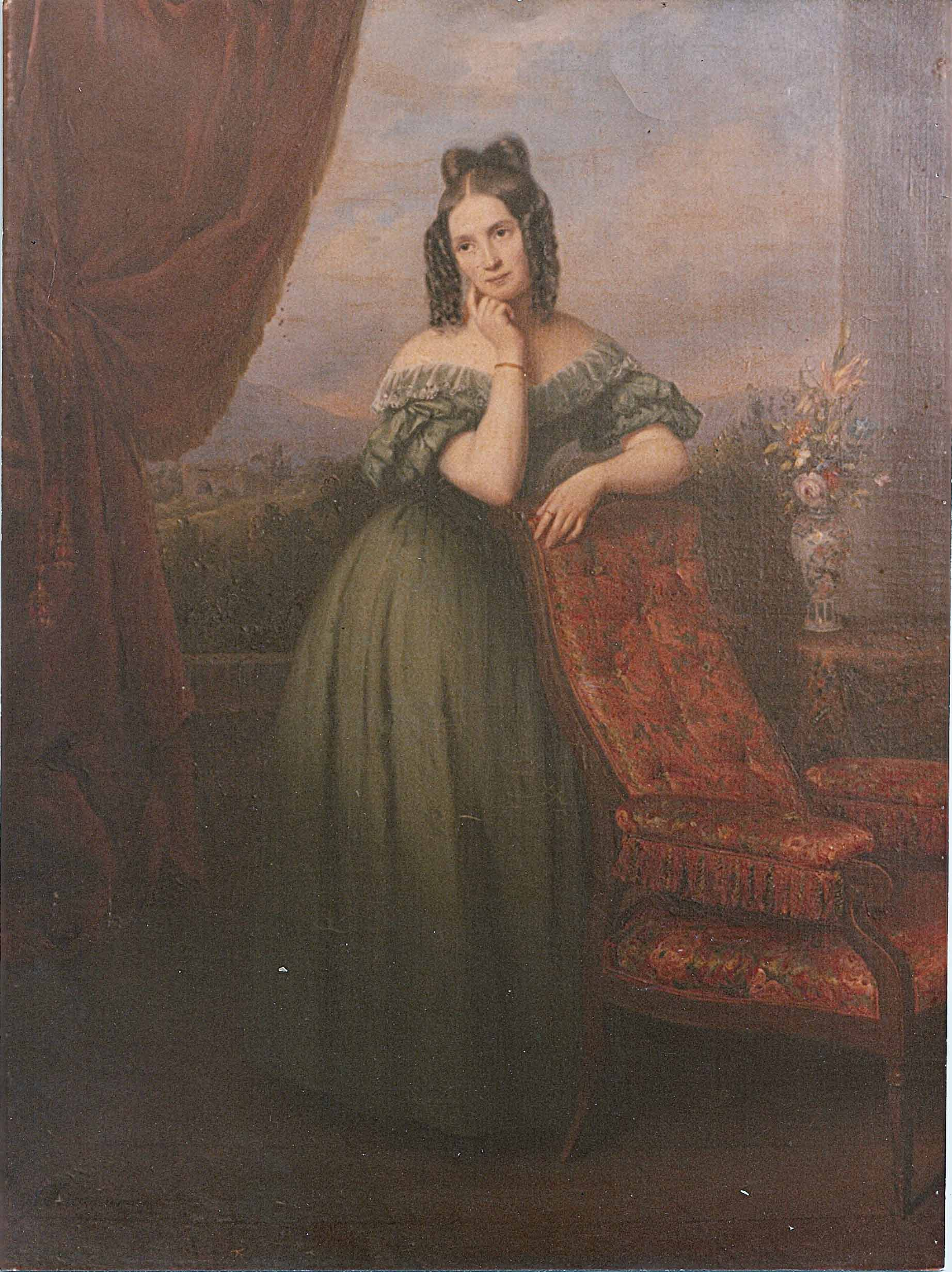
Sophie Löwengard Hohenemser, la madre di Emma Julia

Emma Julia proveniva da una ricca e influente famiglia di banchieri israeliti renani, insediati a Mannheim,  allora capitale del Granducato di Baden, e imparentati con le élite finanziarie tedesche e continentali. Giovanissima, manifestava un vivo interesse per gli avvenimenti politici europei, certamente influenzata anche dalle riunioni e dalle discussioni che si tenevano nel salotto della madre, Sophie Löwengard Hohenemser, un'intellettuale molto legata agli esponenti del movimento rivoluzionario ed ai rappresentanti di questi nel parlamento di Francoforte sul Meno.
Coinvolta nella rivoluzione tedesca del Baden del 1848, Sophie dovette per questo scegliere l'esilio in Svizzera, a Ginevra, accompagnata dai figli più giovani. Qui Emma Julia, grande ammiratrice di Giuseppe Garibaldi, conobbe un altro esule e garibaldino: il suo futuro sposo Carlo Guerrieri Gonzaga, reduce con il fratello Anselmo dai campi risorgimentali italiani e dalle “Cinque giornate di Milano”. 
Tornata in Germania, prima del matrimonio e del suo trasferimento in Italia Emma Julia Hohenemser collaborò intensamente come insegnante, con la pedagogista Henriette Schrader-Breymann, nipote di Friedrich Fröbel e fondatrice della Pestalozzi-Fröbel-Haus a Berlino, nella sua istituzione scolastica a Watzum-Wolfenbüttel, in Bassa Sassonia. 
Questa collaborazione di Emma, alla quale non era estranea la madre Sophie, si può inquadrare ed apprezzare considerando l'amicizia che legava entrambe, oltre che con la Schrader-Breymann, anche ad altre intellettuali tedesche quali Bertha von Mahrenholtz-Bülow, a Malwida von Meysenbug. Donne tutte di forte intelletto e carattere, che seppero dare un essenziale contributo, di pensiero e di azione, al movimento liberale e rivoluzionario del 1848 che prevedeva tra i propri programmi ideali l'educazione infantile (Kindererziehung)  tradotta sul piano pratico nell'evoluzione delle scuole per l'infanzia (Kleinkindschulen), nei primi ‘'Kinderheim'’, e nei progetti di riforme dirette a migliorare l'assistenza e la cura dei figli delle classi più povere, con l'intento di "conciliare le classi". 